# Patrick Pearse

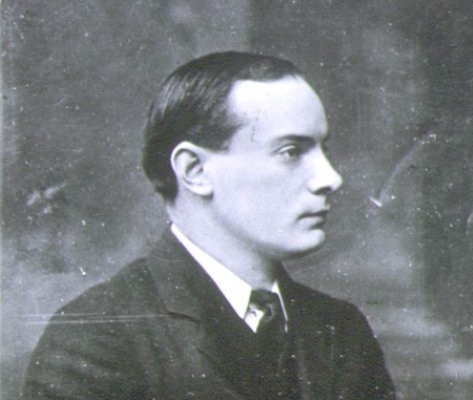
Patrick Pearse

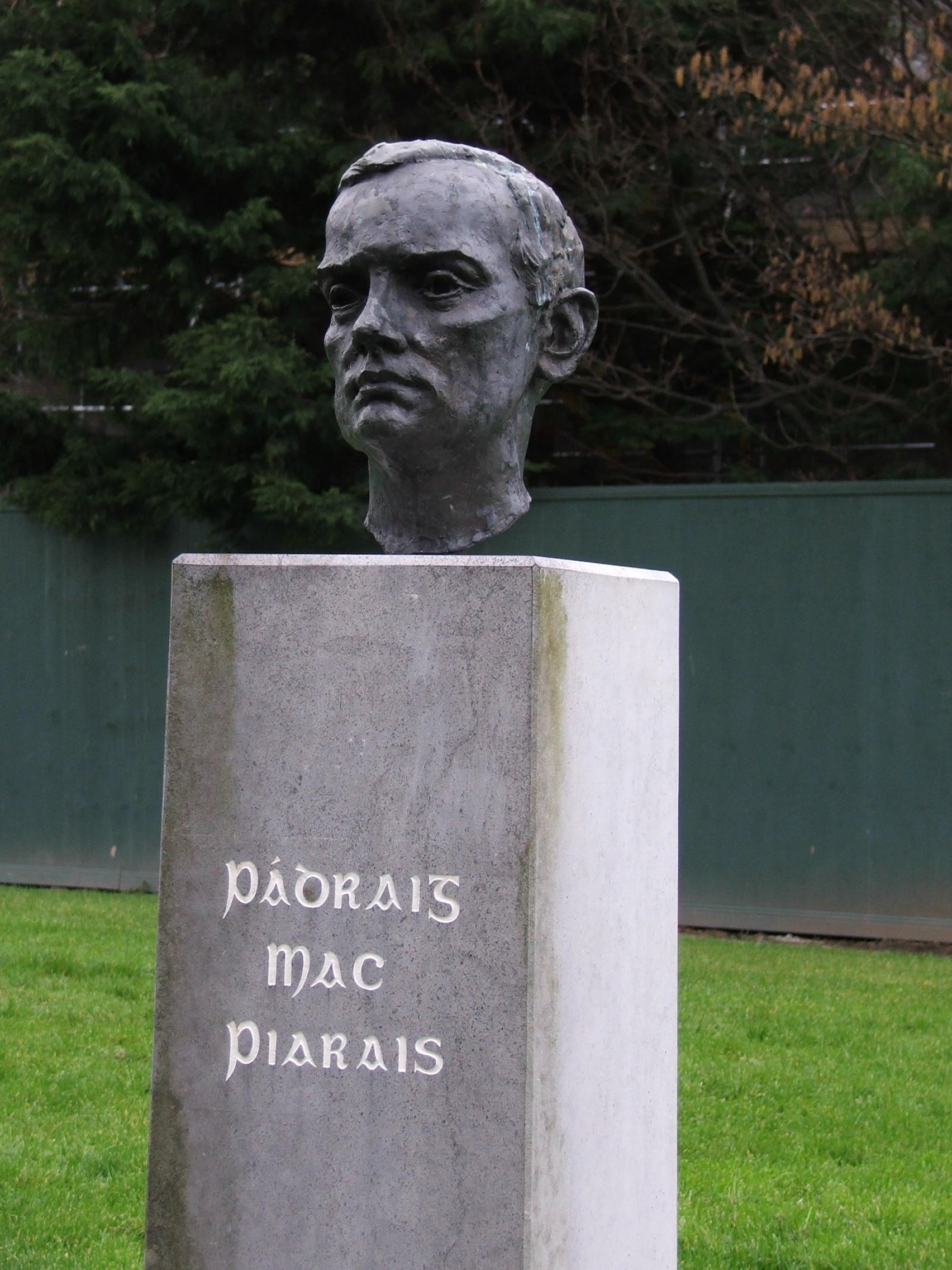
Standbeeld van Pearse in Tralee, co Kerry

Patrick Henry Pearse (ook bekend als Pádraig Pearse of in het Iers Pádraig Anraí Mac Piarais) (Dublin, 10 november 1879 – aldaar, 3 mei 1916) was leraar, dichter, schrijver en politiek activist. Hij leidde de paasopstand in Dublin in 1916. Voorafgaand aan de Paasopstand werd hij door de opstandelingen gekozen tot eerste president van de nog uit te roepen Ierse Republiek.
Zijn vader kwam oorspronkelijk uit Cornwall en was tot het katholicisme bekeerd. Zijn moeder kwam uit het graafschap Meath.

## De Paasopstand
In 1914 werd Pearse lid van de geheime IRB, Irish Republican Brotherhood. Later dat jaar
bezette hij de hoogste plaats in deze organisatie. In 1915 bereidde de IRB een opstand voor, terwijl er een grote oorlog woedde op het vasteland.

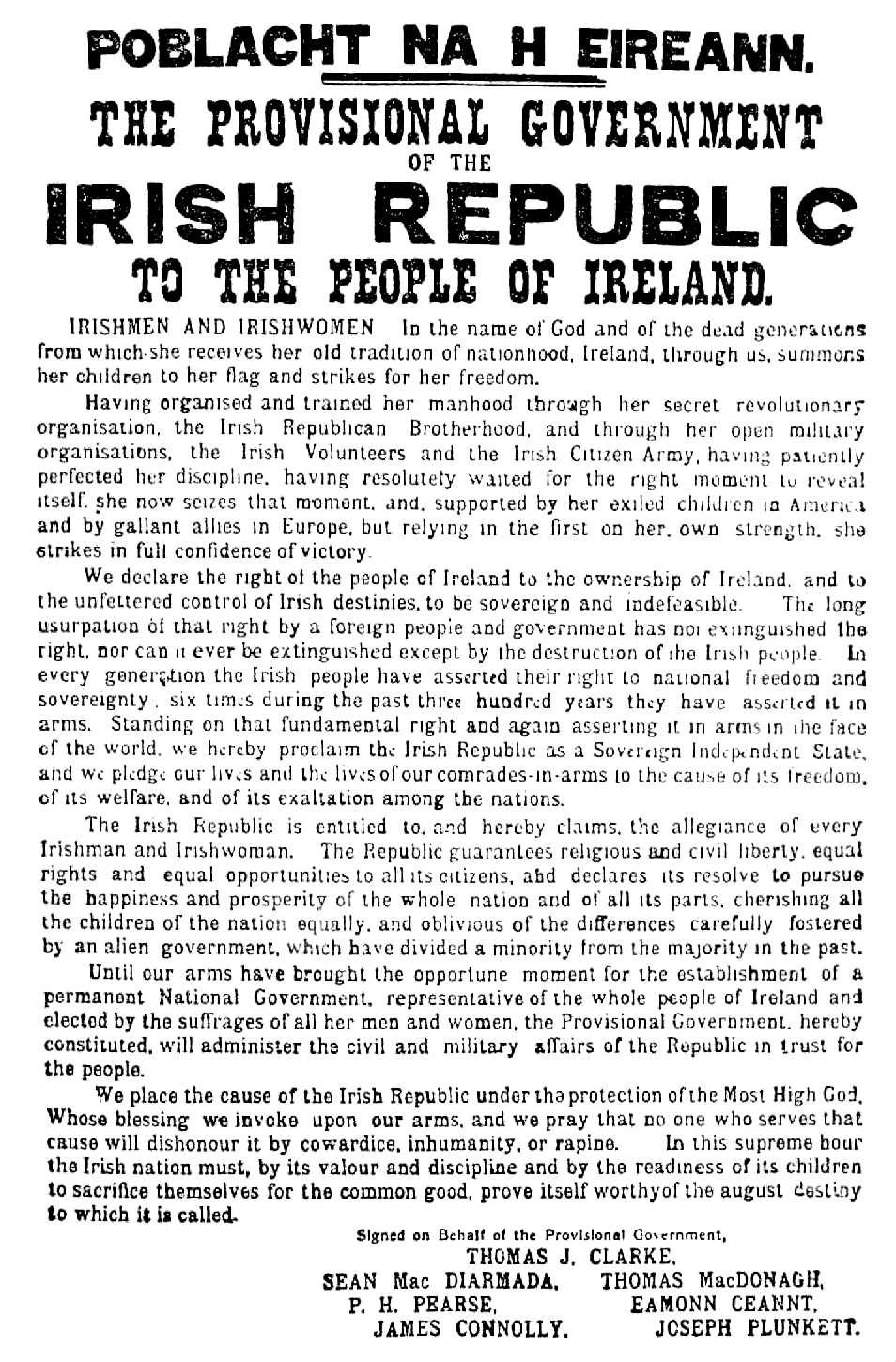
The Proclamation, het historische document waarin de Ierse republiek wordt uitgeroepen.

Op paasmaandag begon de paasopstand. Tijdens de opstand las hij voor het hoofdpostkantoor van Dublin de proclamatie voor waarbij de republiek werd uitgeroepen, hijzelf was toen de president. Zijn presidentschap duurde niet lang. Engeland stuurde 5000 soldaten naar Ierland en Pearse was gedwongen zich over te geven. Hij werd op 3 mei 1916 geëxecuteerd in Kilmainham Gaol samen met veertien andere leiders van de paasopstand, onder wie James Connolly en zijn broer William. 
De school waar Pearse ooit les gaf, de St. Enda's, in het zuiden van Dublin, is nu het Pearse Museum, een museum gewijd aan de opstand die hij leidde.
De Britse componist Arnold Bax schreef vlak na de executie het In memoriam Patrick Pearse, dat pas in 1998 haar première zou krijgen.
Het gedicht 'The Fool' werd vertaald in Nederland door de dichter J.C. van Schagen (van 'Narrenwijsheid', 1925)

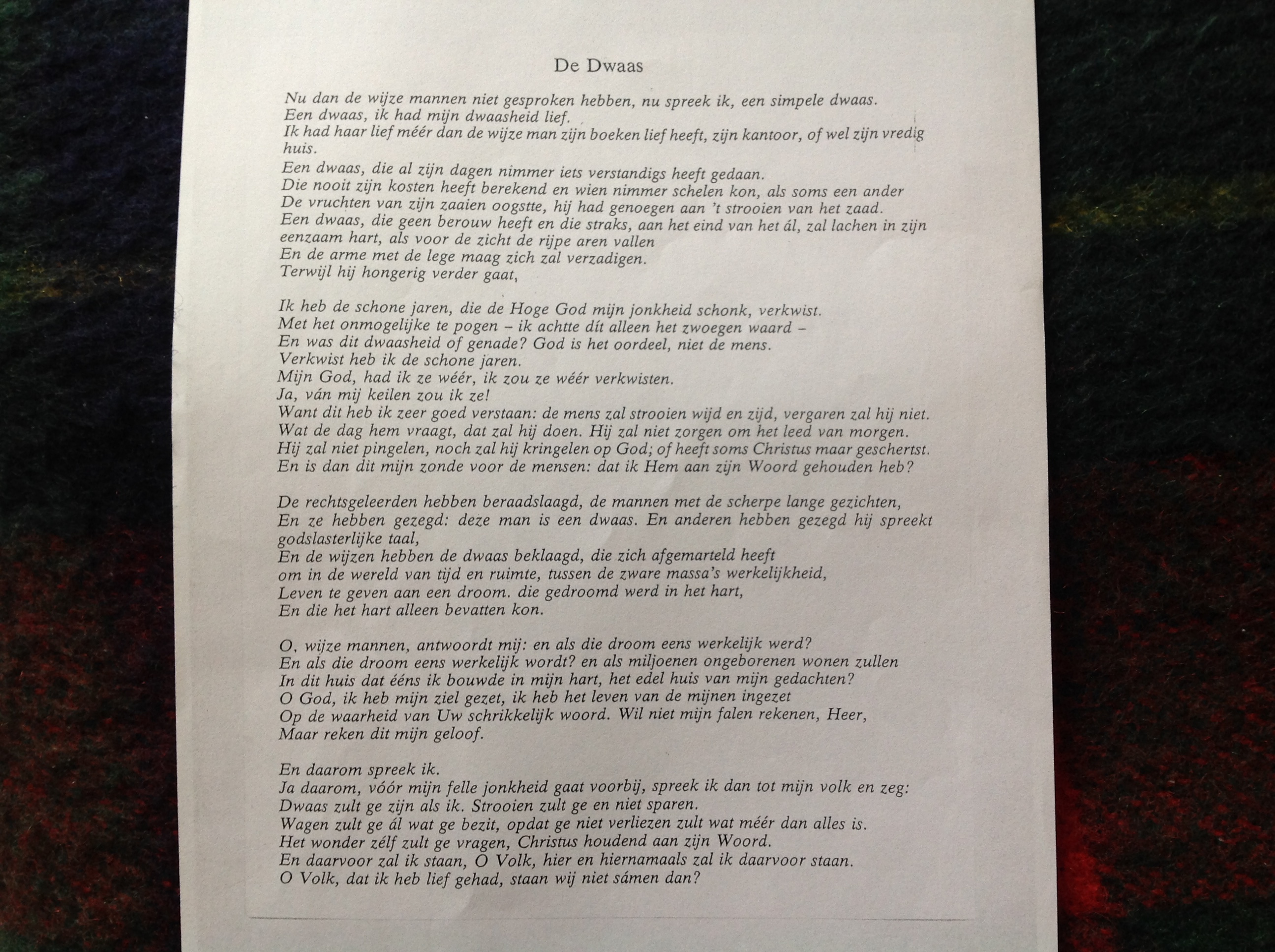
Vertaling van 'The Fool', tot 'De Dwaas', door J.C. van Schagen.

- Biblioteca Nacional de España: XX1635096
- Bibliothèque nationale de France: cb12380890m (data)
- Catàleg d'autoritats de noms i títols de Catalunya: 981059250944406706
- Gemeinsame Normdatei: 11954654X
- International Standard Name Identifier: 0000 0001 0914 7816
- Library of Congress Control Number: n50000694
- MusicBrainz: 3b6fc46c-720c-4428-a7b5-81d9660e420e
- Nationale Bibliotheek van Tsjechië: uk2012723760
- Nationale bibliotheek van Australië: 35414077
- Nationale Bibliotheek van Israël: 987007463325505171
- Nationale Bibliotheek van Polen: a0000002281559
- Nederlandse Thesaurus van Auteursnamen: 071741631
- Istituto Centrale per il Catalogo Unico: DDSV257579
- SNAC: w6rj4mtw
- Système universitaire de documentation: 032861192
- Trove: 944176
- Virtual International Authority File: 72206367
- WorldCat: E39PBJjMwkKWjHrBMp6y8hGGpP